# Anne Vabarna

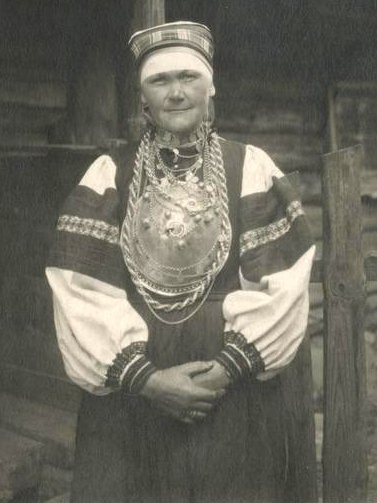
Anne Vabarna in den 1920er Jahren

Anne Vabarna (auch Anne Vabarn, * 9. Dezemberjul. / 21. Dezember 1877greg. in Võpolsova, Landgemeinde Setomaa, Kreis Võru; † 7. Dezember 1964 in Tonja, Landgemeinde Setomaa, Kreis Võru) war eine estnische Runensängerin.

## Leben
Vabarna erhielt keinerlei Schulbildung und war zeit ihres Lebens Analphabetin. Im Alter von achtzehn Jahren heiratete sie und wurde Mutter von neun Kindern. Singen gelernt hat sie schon als Kind von ihrer Mutter; nach deren Tod – Anne war damals sieben Jahre alt – von ihrer Tante. Bis zu ihrem 50. Lebensjahr hat sie ihre Heimatgegend nicht verlassen und ist nicht über Petschory und Räpina hinausgekommen. Danach trat sie als anerkannte Volkssängerin jedoch in Tartu, Tallinn, Helsinki und 1947 sogar in Moskau auf.
Zwei ihrer Urenkel, die Geschwister Jane Vabarna (* 1980) und Jalmar Vabarna (* 1987), sind ebenfalls musikalisch aktiv und beschäftigen sich u. a. mit südestnischer Folklore.

## Werk
Anne Vabarna wurde von dem finnischen Ethnomusikologen Armas Otto Väisänen 1914 zum ersten Mal besucht, als sie noch im Schatten anderer, berühmterer Setu-Sängerinnen stand. Sie sang ihm zunächst nur einige wenige Liedproben vor, die Väisänen, der mit seinen Wachszylindern Pionierarbeit leistete, aufnahm. 1923 sang sie ihm dann 8.500 Verse am Stück vor, wodurch Väisänen zum Entdecker der langen Form in der südestnischen Volksdichtung wurde. Sein Fund war für die Folkloristik eine Sensation, wenngleich nicht „verschwiegen werden darf, dass Väisänen selbst auch Anreger für Vabarna war.“.
Danach wurde Vabarna häufig von Folkloristen aufgesucht und allmählich eine anerkannte und produktive Volkssängerin. Seit 1926 erhielt sie eine Pension vom estnischen Staat, sodass sie von da an materiell abgesichert Lieder und Zyklen abfassen konnte. Sie dichtete bis ins hohe Alter und passte sich nach der Sowjetisierung Estlands den neuen politischen Gegebenheiten an, indem sie auch Loblieder auf Stalin und die Kolchosen sang.
Außer dem genannten Epos und dem südestnischen Nationalepos Peko (s. u.) dichtete sie noch weitere Werke, beispielsweise eine Fortsetzung zu Peko sowie den Versroman Ale.

## Das EposPeko

### Entstehung und Wirkung
Das bekannteste Werk von Vabarna ist das Setu-Epos Peko, dessen Titel den in der ostseefinnischen Folklore bekannten Feld- oder Fruchtbarkeitsgott Peko bezeichnet. Hierbei handelt es sich um eine Auftragsarbeit, die von dem estnischen Folkloristen Paulopriit Voolaine stammt. Er hatte ihr 1927 den Vorschlag gemacht, ein längeres Epos zu schaffen, woraufhin die Sängerin nach kurzer Vorbereitungszeit ihrem damals 19-jährigen Sohn Ivo das Epos vortrug. Er schrieb es auf und schickte es Voolaine. Allerdings erfolgte zunächst keine Publikation, erst 1995 folgte die Edition innerhalb einer wissenschaftlichen Serie. Somit hat es keine nationale Breitenwirkung entwickelt und ist weitgehend nur in wissenschaftlichen Kreisen rezipiert worden.

### Inhalt
Das Epos umfasst 7.982 Zeilen, die im Druck als Doppelzeile zusammengefasst sind, und ist in einem Stück vorgetragen worden, die Zwischenüberschriften sind erst in der Publikation hinzugefügt worden. Nicht bereinigt wurden in der Publikation inhaltliche Unstimmigkeiten, beispielsweise tauchen manche Passagen an ungewöhnlicher Stelle auf, was ein Indiz dafür ist, dass die Sängerin etwas vergessen hatte und es später nachreichte.
Der Text beginnt mit der Geburt des Helden Peko, bei der Jesus, in der südestnischen Form als Essu, um Hilfe gerufen wird. Die Allgegenwart von christlichen Elementen dürfte auf die Vorgaben von Voolaine zurückzuführen sein. Vabarna war eine strenggläubige orthodoxe Christin, außerdem lässt sich ein gewisser pietistischer Einfluss nachweisen, der von Bekannten ihrer Mutter rührte, die der mährischen Brüderschaft nahestanden und deren Gesangstradition von der der orthodoxen Kirche abweicht. Daran sieht man, dass das Epos folkloristische vorchristliche Elemente mit christlichen Einflüssen vermengt.
Rasch herangewachsen bittet Peko seine Mutter, sich eine Frau suchen zu dürfen, was ihm auch erlaubt wird. Er geht auf Brautfahrt und findet Nabra, die auf ihn gewartet hat und einwilligt. Die Hochzeit wird vorbereitet. Bei dem große Fest ist auch Jesus anwesend. Danach wird das Alltagsleben beschrieben, Nabra und Peko bestellen erfolgreich ihr Feld und bekommen zwei Söhne, Jorosk und Merosk, die beide gute Sänger werden. Bald darauf sterben Pekos Eltern nacheinander. Wenig später muss Peko in den Krieg gegen die Russen ziehen, wozu er seine Wunderkeule mitnimmt, die er zuvor auf dem Feld gefunden hatte. Bevor er loszieht, erfolgen allerlei Prophezeiungen, u. a. die, dass er nach seiner Rückkehr zum König gekrönt wird.
Im Kampf erweist sich Peko mit seiner Wunderkeule zunächst als unschlagbar, erst als er sich schlafen gelegt hat, gerät er in Gefahr, kann seine Feinde aber mit Versprechungen beschwichtigen. Dann begibt sich Nabra mit ihren Söhnen auf die Suche nach Peko, gerät dabei allerdings in Gefangenschaft, während Jorosk zwar mit Peko fliehen kann, auf der Flucht jedoch getötet wird. Merosk war vorher in einer Höhle zurückgeblieben und wird nun von Peko aufgesucht, der ihm von Jorosks Schicksal erzählt. Nabra tritt danach im ganzen Epos nicht mehr auf.
Dann taucht Jesus wieder auf, krönt Peko zum Gott der Setu und zum Gott des Feldes. Merosk heiratet. Peko sorgt für Wohlstand und Wachstum und vernichtet mit seiner Keule die wilden Tiere im Wald. Allmählich macht er sich dann Gedanken über seinen Tod und sein Grab. Er wünscht sich, dass eine Klosterkirche errichtet wird. Seinem Volk hält er eine Predigt auf einem Berg, in der er ihr auf Basis seiner Träume die Zukunft erklärt: Es ist die Rede von Eisenbahn, Telefon und Radio, ebenso von künftigen Verbannungen nach Sibirien. Nach seinem Tod wird tatsächlich ein Kloster errichtet und Pekos Sarg in der Klosterkirche aufgestellt.
Hiermit endet die Handlung nach zwei Dritteln, im letzten Drittel folgen verschiedene Zyklen, in der teilweise biblischer Stoff nachgedichtet wird. Auch werden einige von Pekos Prophezeiungen als eingetreten dargestellt, ferner gibt es Einsprengsel aus der estnischen Folklore wie das „Lied vom Mädchen im Mond“ oder die „Geschichte von Luko“.

## Sekundärliteratur
- P. Voolaine: Setu lauluema Vabarna Anne „Peko (Pekolanõ)“, in: Eesti Kirjandus 1/1928, S. 6–21.
- P. Voolaine: Lauluema Vabarna Anne romaan „Ale“, in: Eesti Kirjandus 5/1928, S. 275–283.
- Richard Viidalepp: Anne Vabarna 1877[10]–1964, in: Keel ja Kirjandus 2/1965, S. 122–124.
- Paul Hagu: Setu viljakusjumal Peko, in: Keel ja Kirjandus 3/1975, S. 166–173.
- P. Voolaine: Lauluema Anne Vabarna sünnidaatum, in: Keel ja Kirjandus 9/1975, S. 553.
- Veera Pino: Rahvalaulikut meenutades (Anne Vabarna 21. XII 1877 – 7. XII 1964), in: Keel ja Kirjandus 12/1977, S. 745.
- Paul Hagu: Epic works of the Setu singer Anne Vabarna, in: Lauri Honko (ed.): The Kalevala and the World's Traditional Epics. Studia Fennica Folkloristica 12, Helsinki 2002, S. 433–463.
- The Maiden's Death Song & The Great Wedding. Anne Vabarna's Oral Twin Epic written down by A. O. Väisänen. By Lauri Honko in collaboration with Anneli Honko and Paul Hagu. Academia Scientiarum Fennica, Helsinki 2003, (Folklore Fellow Communications 281), ISBN 951-41-0903-1, 529 S.
- Paul Hagu: Anne Vabarna eepika loomeprintsiipidest, in: Regilaul – loodud või saadud? Tartu 2004, S. 9–27.